# Teatro Principal de Alcoy
El Teatro Principal es un teatro de Alcoy (Alicante) Comunidad Valenciana, inaugurado en 1838, situado entre la calle Santo Tomás y la Plaza de Dins.
El edificio inaugurado en 1838 fue diseñado por el arquitecto municipal Juan Carbonell Satorre (1774-1854), que utilizó el refectorio del Convento de Sant Agustí después de la desamortización. En 1879, el interior fue modernizado por primera vez por el entonces arquitecto municipal Josep Moltó i Valor (1848-1886). Desde los años 1930 fue transformado progresivamente en una sala de cine. 
Modernizado por segunda vez en 1979, tuvo que cerrar en 2003 por problemas de seguridad. Finalmente volvió a su función original después de una restauración a fondo acabada en 2006, a pesar de que la capacidad se redujo de los quinientos asientos originales a doscientos ochenta y cinco espectadores. 
Desde 2006 hasta 2018 tuvo su compañía residente, La Dependent, que también se encargó de gestionar la programación. Además de la compañía residente, acoge espectáculos de música, compañías visitantes de teatro profesional, grupos amateur de la ciudad como Teatre Circ y Bolos Teatre, así como la Escuela de Teatro para niños de tres a quince años.
Desde 2006 acoge igualmente el espectáculo de Navidad, el Belén de Tirisiti, que hasta ahora ocupaba un barracón con capacidad reducida. Cambiandose al Teatro Principal, este popular espectáculo de marionetas, reconocido como Bien Immaterial de Interés Cultural, va más que cuadruplicar la asistencia en diez años, con más de 29.000 espectadores en la temporada 2015-2016.